# Eisenrecht
Mit dem Eisenrecht wurde der Gemeinde Mürzzuschlag in Österreich das Sonderrecht eingeräumt, in der Region Eisen klein zu machen.
In Mürzzuschlag hat die Eisen- und Stahlindustrie eine uralte Tradition. Im 13. Jahrhundert schien Mürzzuschlag auch für die Oberen ein geeigneter Ort für die Eisenerzeugung zu sein. Es gab Wasser und Holz in ausreichender Menge um Hammerwerke betreiben zu können. Diese entstanden in der Folge in großer Anzahl, es war von bis zu 11 Werken die Rede.
Daher bekamen die Mürzzuschlager am 9. Februar 1360 in einem Schreiben vom Herzog Rudolf bestätigt, allein zwischen Leoben und Semmering Eisen klein zu machen. In einer ähnlichen Dokumentation wurde dieses Recht von König Maximilian im Jahre 1507 nochmals bestätigt.
Das sogenannte Eisenrecht musste folglich von einem der Vorfahren des Herzoges ausgesprochen worden sein. Welchen Zeitraum dies betrifft und wer dieser Vorfahre gewesen sein soll, ist nicht ausreichend dokumentiert.
Kaiser Josef II. löste mit dem Patent von 1782 dieses Eisenrecht wieder auf.